# Cantando sotto le stelle
Cantando sotto le stelle è un film del 1956 diretto da Marino Girolami